# Ван Цзяньчжэн
Ван Цзяньчжэн (кит. 王 建政; род. 1 февраля 1987, Пинду, Шаньдун) — китайский боксёр, представитель средней, полутяжёлой и первой тяжёлой весовых категорий. Выступал за национальную сборную КНР по боксу в конце 2000-х — начале 2010-х годов, победитель и призёр многих турниров международного значения, участник летних Олимпийских игр в Пекине. Начиная с 2015 года боксирует на профессиональном уровне.

## Биография
Ван Цзяньчжэн родился 1 февраля 1987 года в городском уезде Пинду провинции Шаньдун, КНР.

### Любительская карьера
Дебютировал в боксе на взрослом международном уровне в сезоне 2007 года, когда вошёл в основной состав китайской национальной сборной и выступил на чемпионате Азии в Улан-Баторе, где на стадии четвертьфиналов средней весовой категории был остановлен индусом Виджендером Сингхом. Боксировал и на чемпионате мира в Чикаго, где так же дошёл до четвертьфинала, проиграв россиянину Матвею Коробову.
В 2008 году выиграл бронзовую медаль на Кубке короля в Бангкоке, уступив в полуфинале представителю Казахстана Бахтияру Артаеву. Благодаря череде удачных выступлений удостоился права защищать честь страны на домашних летних Олимпийских играх в Пекине — уже в стартовом поединке категории до 75 кг со счётом 6:15 потерпел поражение от украинца Сергея Деревянченко и сразу же выбыл из борьбы за медали. Также в этом сезоне выиграл китайское национальное первенство в среднем весе, выступил на Кубке мира в Москве, где на стадии четвертьфиналов был побеждён узбеком Эльшодом Расуловым.
После пекинской Олимпиады Ван остался в основном составе боксёрской команды Китая и продолжил принимать участие в крупнейших международных турнирах. Так, в 2010 году он отметился выступлением на Турнире Премьер-министра Турции в Анкаре.
В 2011—2012 годах представлял команду «Пекинские драконы» в четырёх матчевых встречах полупрофессиональной лиги World Series of Boxing.
В 2013 году стал вторым в зачёте китайского национального первенства в полутяжёлом весе, проиграв в решающем поединке Мэну Фаньлуну. Также стал бронзовым призёром на Открытом чемпионате Китая, где в полуфинале был побеждён казахом Данияром Елеусиновым.
В 2014 году дошёл до четвертьфинала на Кубке химии в Галле.

### Профессиональная карьера
Покинув расположение китайской сборной, в июне 2015 года Ван Цзяньчжэн успешно дебютировал на профессиональном уровне.
В 2017 году завоевал вакантный титул чемпиона Китая в первом тяжёлом весе по версии Всемирной боксёрской организации (WBO).
В 2018 году стал обладателем вакантного титула чемпиона Азии в первом тяжёлом весе по версии Всемирной боксёрской ассоциации (WBA).